# Bernville
Bernville est un borough situé au centre du comté de Berks, en Pennsylvanie, aux États-Unis,. En 2010, il comptait une population de 955 habitants. Il est incorporé en 1851.

## Démographie
Lors du recensement de 2010, le borough comptait une population de 955 habitants. Elle est estimée, le 1er juillet 2019, à 1 136 habitants.

### Source de la traduction
- (en) Cet article est partiellement ou en totalité issu de l’article de Wikipédia en anglais intitulé « Bernville, Pennsylvania » (voir la liste des auteurs).